# Alfonso Martínez Domínguez
Alfonso Martínez Domínguez (Monterrey, 7 januari 1922 - aldaar, 6 november 2002) was een Mexicaans politicus.
Martínez Domínguez studeerde recht aan de Nationale Autonome Universiteit van Mexico (UNAM). Hij sloot zich in 1943 aan bij de Institutioneel Revolutionaire Partij (PRI) en klom snel op in de rangen. Hij werd meerdere keren gekozen in de Kamer van Afgevaardigden waarvan hij in 1964 voorzitter werd. Van 1968 tot 1970 was hij voorzitter van de PRI, en in 1970 benoemde president Luis Echeverría hem tot minister van het Federaal District, in de praktijk burgemeester van Mexico-Stad. Onder zijn bewind vond het bloedbad op Corpus Cristi plaats, waarbij enkele tientallen studenten door paramilitairen om het leven werden gebracht. Nadat de president aankondigde een onderzoek in te stellen trad Martínez Domínguez af. Van 1979 tot 1985 was hij gouverneur van zijn geboortestaat Nuevo León. Als gouverneur investeerde hij in publieke werken maar stond ook bekend om zijn autoritaire optreden.
Van 1988 tot 1994 diende hij als senator en hij had zitting in de Kamer van Afgevaardigden van 1997 tot 2000. In 2002 werd een gerechtelijke procedure opgestart om Martínez Domínguez vervolgd te krijgen voor het bloedbad van 1971, maar hij overleed korte tijd later. Op de dag van zijn dood brak er in het ziekenhuis waarin hij lag een brandje uit, volgens veel Mexicanen veroorzaakt doordat de duivel Martínez Domínguez kwam halen.
- Gemeinsame Normdatei: 105727707X
- Virtual International Authority File: 310561222
- WorldCat: E39PBJjMDQ6MpXRpCtYBc4mw4q